# Euceroplatus incolumis
Euceroplatus incolumis är en tvåvingeart som beskrevs av Loïc Matile 1974. Euceroplatus incolumis ingår i släktet Euceroplatus och familjen platthornsmyggor.
Artens utbredningsområde är Centralafrikanska republiken. Inga underarter finns listade i Catalogue of Life.